# Sint-Stefanuskerk (Moerdijk)

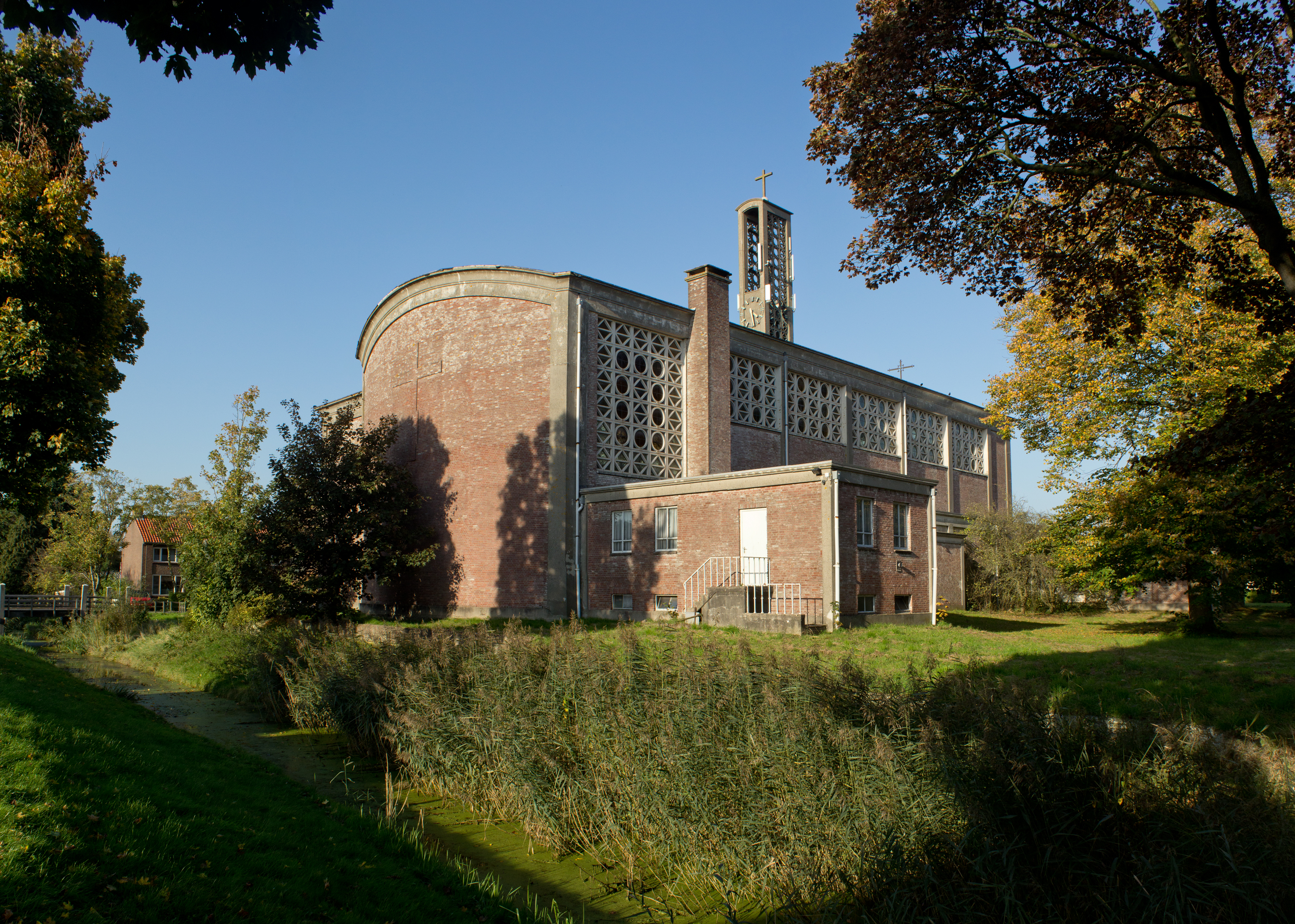
Sint-Stefanuskerk

De Sint-Stefanuskerk was de parochiekerk van de tot de Noord-Brabantse gemeente Moerdijk behorende plaats Moerdijk. De kerk was gelegen aan de Steenweg 49.

## Geschiedenis
In 1863 kwam de eerste, aan Sint-Stefanus gewijde, katholieke kerk in Moerdijk. In 1929 kwam een nieuwe kerk gereed, waarna in 1930 de oude kerk werd gesloopt.
Deze nieuwe kerk was een bakstenen kerk in late neogotische stijl met naastgebouwde toren, ontworpen door Hubert van Groenendael. De kerk werd in 1944 echter verwoest door oorlogsgeweld, waarna de restanten in 1945 werden gesloopt.
De katholieken moesten hun toevlucht zoeken tot een noodkerk om in 1957 een nieuwe kerk in gebruik te nemen. Deze werd ontworpen door Johannes van Halteren.
In 2013 werd de kerk onttrokken aan de eredienst en in 2018 werd ze gesloopt, waarbij de toren behouden bleef. Op de plaats van de kerk kwam een dorpscentrum. De toren, een deel van de muren en de Mariakapel bleven bestaan.

## Gebouw
Het betrof een "betonkerk" in de stijl van het naoorlogs modernisme. Een betonskelet en betonschalen behoorden tot de bouwelementen. Een en ander werd opgevuld met bakstenen. Charles Eyck vervaardigde de kruiswegstaties. De kerk bezat een naastgelegen slanke klokkentoren.